# Morenito de Aranda
Jesús Martínez Barrios dit « Morenito de Aranda », né le 10 novembre 1985 à Burgos (Espagne), est un matador espagnol.

## Carrière
- Débuts en novillada avec picadors : Medina del Campo (Espagne, province de Valladolid) le 2 septembre 2002 aux côtés de Martín Quintana et Joselito Campos. Novillos de la ganadería de Varela Crujo.
- Présentation à Madrid : 6 juin 2004 aux côtés de Miguel Ángel Perera et Ismael López. Novillos de la ganadería de El Ventorrillo.
- Alternative : Valladolid (Espagne) le 14 mai 2005. Parrain, Salvador Vega ; témoin, José María Manzanares. Taureaux de la ganadería de José Luis Marca.
- Confirmation d’alternative à Madrid : 4 mai 2008. Parrain, Salvador Vega ; témoin, Luis Bolívar. Taureaux de la ganadería de San Martín.
- Confirmation d’alternative à Mexico : 27 décembre 2009. Parrain, Humberto Flores ; témoins, « El Capea » et Guillermo Martínez. Taureaux de la ganadería de San Marcos.